# Große Aa
Die Große Aa ist ein östlicher und damit rechter Nebenfluss der Ems in Niedersachsen. Dem Namen nach ist sie 24,2 km lang, hydrografisch einschließlich ihres stärkeren Quellflusses Deeper Aa 34,9 km. Der zweite Quellfluss ist die kürzere und weniger wasserreiche Ahe. Die Zuflüsse dieses Flachlandflusses haben Fließwege von bis zu etwa 56 km von ihren Quellen bis zur Mündung der Großen Aa in die Ems. Sie kommen großenteils aus Südosten, mehrere aus Nordrhein-Westfalen und einzelne aus dem Teutoburger Wald. Nördlich wird das Einzugsgebiet der Großen Aa durch die Lingener Höhe begrenzt, nordöstlich durch die Ankumer Höhe.
Die Deeper Aa entspringt nordwestlich von Fürstenau. Schon vor der Vereinigung mit der Ahe erhält sie von links zwei längere Zuflüsse, den Fürstenauer Mühlenbach und den Reetbach. Die Ahe kommt aus den Vorhügeln der Ankumer Höhe.
Einen Kilometer nach der Ahe kommt – ebenfalls von links – die deutlich größere Schaler Aa. Kurz hinter Beesten mündet von Süden die Giegel Aa, die in Nordrhein-Westfalen nach rechts aus der ebenfalls der Großen Aa zufließenden Hopstener Aa abzweigt und dabei 2/3 bis 3/4 des Wassers erhält.
Die Hopstener Aa vereinigt sich bei Spelle mit der weiter oben Ibbenbürener Aa genannten Dreierwalder Aa zur Speller Aa, die die Große Aa erst 7,25 km vor deren Mündung in die Ems erreicht.
Speller Aa und untere Große Aa fließen parallel zum Dortmund-Ems-Kanal nach Norden und münden wenige Meter nördlich des Kanals (Schleuse Gleesen) in den Fluss, 6 km südlich von Lingen.